# Robert Charles Sproul
Pour les articles homonymes, voir Robert Sproul et Sproul.
Robert Charles Sproul, né le 13 février 1939 à Pittsburgh en Pennsylvanie et mort le 14 décembre 2017 à Altamonte Springs en Floride, est un théologien et pasteur calviniste américain.
Il est le fondateur et le président du ministère Ligonier Ministries (en) (nommé ainsi d'après la vallée de Ligonier en Pennsylvanie juste à côté de Pittsburgh, où le ministère commença comme un centre d'études pour des étudiants d'université et de séminaires) et qui peut être entendu chaque jour sur l'émission de radio Renewing Your Mind aux États-Unis et internationalement. Renewing Your Mind with Dr. R. C. Sproul est aussi diffusé sur Sirius et XM (radio par satellite).
Ligonier Ministries est le lieu de nombreuses conférences théologiques chaque année, dont notamment la conférence tenue chaque année à Orlando en Floride, dont R. C. Sproul fut un des premiers directeurs.

## Biographie
Sproul obtint ses diplômes universitaires de l'université de Westminster en Pennsylvanie (B.A., 1961), Séminaire théologique de Pittsburgh (M.Div, 1964), l'Université libre d'Amsterdam (doctorat, 1969), et du Séminaire théologique de Whitefield (Ph.D., 2001), et il enseigna dans de nombreuses universités et séminaires, incluant le Séminaire théologique réformé à Orlando en Floride et à Jackson dans le Mississippi, et au Séminaire théologique de Knox à Fort Lauderdale en Floride.
Sproul a été le ministre principal pour la prédication et l'enseignement à la chapelle Saint Andrews à Sanford en Floride. Il fut ordonné comme « ancien » dans  l'Église presbytérienne unie aux États-Unis d'Amérique en 1965, mais quitta cette dénomination pour cause de libéralisme vers 1975 et rejoignit l'Église presbytérienne en Amérique (La chapelle St. Andrews est indépendante et n'est pas affilié avec une dénomination religieuse). Il est aussi membre du conseil de l'Alliance des évangéliques confessants.
Sproul est un ardent avocat du calvinisme dans ses écrits, ses messages audio, et ses publications vidéo, et il est aussi connu pour sa défense du thomisme, son approche de l'apologétique chrétienne et son rejet de l'évidentialisme et le présuppositionalisme. Le thème dominant dans nombre des enseignements de Sproul sur Renewing Your Mind est la sainteté et la souveraineté de Dieu. Sproul a suggéré que cette série d'enseignements s'intitule De la poussière à la gloire, une vue d'ensemble en 57 parties de l'ensemble de la Bible, constituant l'un des plus importants travaux de son ministère.

## Ouvrages importants
- (en) The Holiness of God
- (en) Not a Chance: The Myth of Chance in Modern Science and Cosmology
- Renouvelez vos repères, ELB, 2001, 223 p.